# Albinas Bulvičius
Albinas Bulvičius (* 16. Augustjul. / 29. August 1904greg. in Kunigiškiai, Gouvernement Kaunas, Russisches Kaiserreich; † 23. Juni 1941 bei Kurkliai, Litauische SSR) war ein litauischer Fußball- und Basketballnationalspieler, und Leutnant im Zweiten Weltkrieg.

## Leben
Albinas Bulvičius wurde 1904 geboren. Während des Ersten Weltkrieges zog er mit seiner Familie nach Woronesch. Im Jahr 1918 kehrte er nach Litauen zurück. Nach dem Abitur studierte er an der Wirtschaftswissenschaftlichen Fakultät der Vytautas-Magnus-Universität in Kaunas sieben Semester, beendete jedoch sein Studium. Im September 1927 trat er in die Militärschule ein. Zwei Jahre später wurde er
als Leutnant der 4. Artillerieeinheit in Vilkaviškis zugewiesen. Nachdem die Rote Armee Litauen im Zweiten Weltkrieg besetzt hatte, war er als Hilfsoffizier an der Militärflugschule in Kaunas tätig. Im Oktober 1940 wurde er zum Stabschef einer Einheit der sowjetischen Luftstreitkräfte ernannt. Während des Deutsch-Sowjetischen Krieges im Jahr 1941, wurde er am 23. Juni bei einem Angriff der deutschen Luftwaffe in der Nähe von Kurkliai bei Ukmergė getötet. Er wurde zunächst in Kurkliai begraben. Im Februar 1942 wurde die sterblichen Überreste auf den zentralen Friedhof von Kaunas überführt.
Bulvičius spielte in seiner Sportkarriere in der litauischen Fußball- und Basketballnationalmannschaft. Am 19. Dezember 1926 spielte er zum ersten Mal in der Litauischen Basketballmannschaft. Er nahm zudem an Wettkämpfen für Leichtathletik teil und konnte 1922 einige litauische Jugendrekorde erzielen. Für die Litauische Fußballnationalmannschaft absolvierte er fünf Länderspiele, drei davon beim Baltic Cup.